# Государство Ширваншахов
Госуда́рство Ширванша́хов — принятое в исторической литературе по титулу его правителей, «ширваншахов», наименование средневекового Государства Ширван, или Ширванского государства, одного из крупных средневековых феодальных государств Кавказа.
Обособилось от Халифата как самостоятельное государство в 861 году. В различные периоды власть ширваншахов также распространялась на соседние Арран и Дербент. При ширваншахе Ибрагиме I (1382—1417) Ширван превратился в сильное независимое государство. В начале 1500 г. при шахе Исмаиле I Ширван был подчинён государству Сефевидов. Окончательно государство Ширваншахов ликвидировано в 1538 г. шахом Тахмаспом I, после подавления бунта ширваншаха Шахруха.
Столица — Шемахы, с конца XII века — Баку.

## История

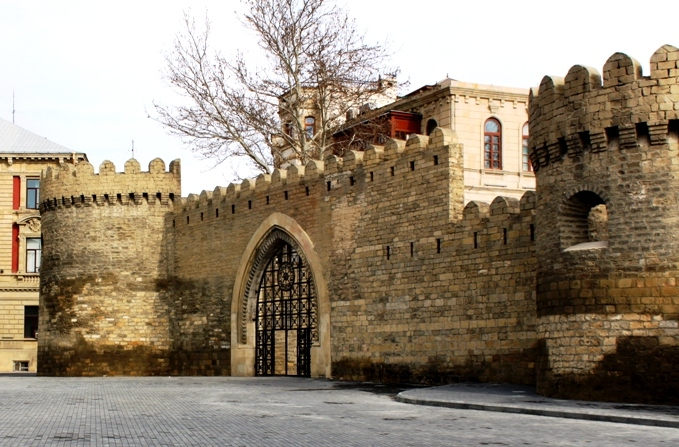
Ворота бакинской крепости, построенные при ширваншахе Минучихре III Великом

Основателем первой династии ширваншахов — Мазьядидов (Язидидов) — стал аббасидский полководец Язид ибн Мазьяд аш-Шайбани, арабский вали (остикан) Армении, Азербайджана, Ширвана и Дербента (799—801). Его наследники и преемники, пользуясь ослаблением центральной власти, провозгласили Ширван своим наследственным владением, приняв в 861 году титул ширваншахов.
В 917 году Ширван был объединён с соседним эмиратом Лайзан. В 918 году столицей государства стал новый город Шемахы . В 981—982 годы ширваншахи подчинили себе Габалу и Барду, в конце X — начале XI века начали войны с Дербентом (это соперничество длилось столетиями), а в 1030-е годы им пришлось отражать набеги русов, сарирцев и аланов.
В 1060-е годы государство ширваншахов подверглось нападению из Аррана, а затем — вторжению турок-сельджуков, опустошивших Ширван и вынудивших ширваншаха Фарибурза признать власть сельджукского султана. В 1080-е годы, однако, Фарибурз, воспользовавшись ослаблением своих соседей, также подвергшихся сельджукскому нашествию, распространил свою власть на Арран и назначил наместника в Гянджу.

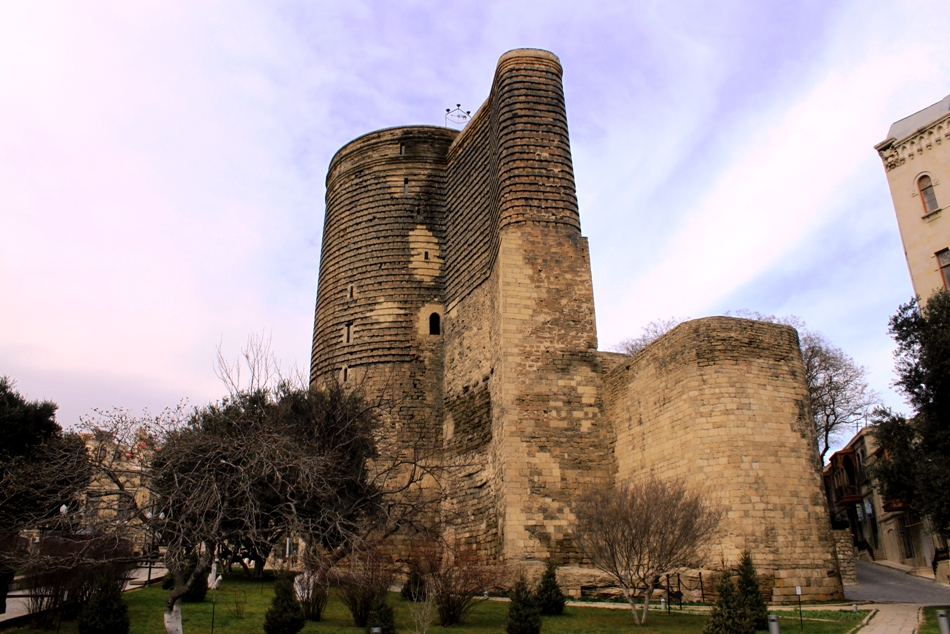
Девичья башня, построенная в XII веке в Баку

В первой четверти XII века государству ширваншахов пришлось вести разорительные войны с Иверией и турками-сельджуками. На правление ширваншаха Ахситана I (1160—1196) пришёлся расцвет науки и культуры.
Ширваншахи с первой половины XII в. и в XIII в. до завоевания страны монголами возводили в Баку и селах Апшерона крупные сооружения оборонительного характера: крепостные башни и укрепления и ряд других построек — мечети, караван-сараи и т. д. Баку с его удобной гаванью был надёжным укрытием во время иноземных нашествий, в то время как Шемаха была плохо защищена, особенно после землетрясения. Так, в первой половине XII в. ширваншах Минучихр III построил вокруг Баку крепостную стену, о чём гласит строительная надпись. Около 1175 года Ахситаном I была построена оборонительная башня Гыз-галасы. В известной касыде Хагани (XII в.), восхваляющей ширваншаха Ахситана I, имеется намёк на строительство крепостного сооружения и превращение Баку в хорошо укреплённый город.

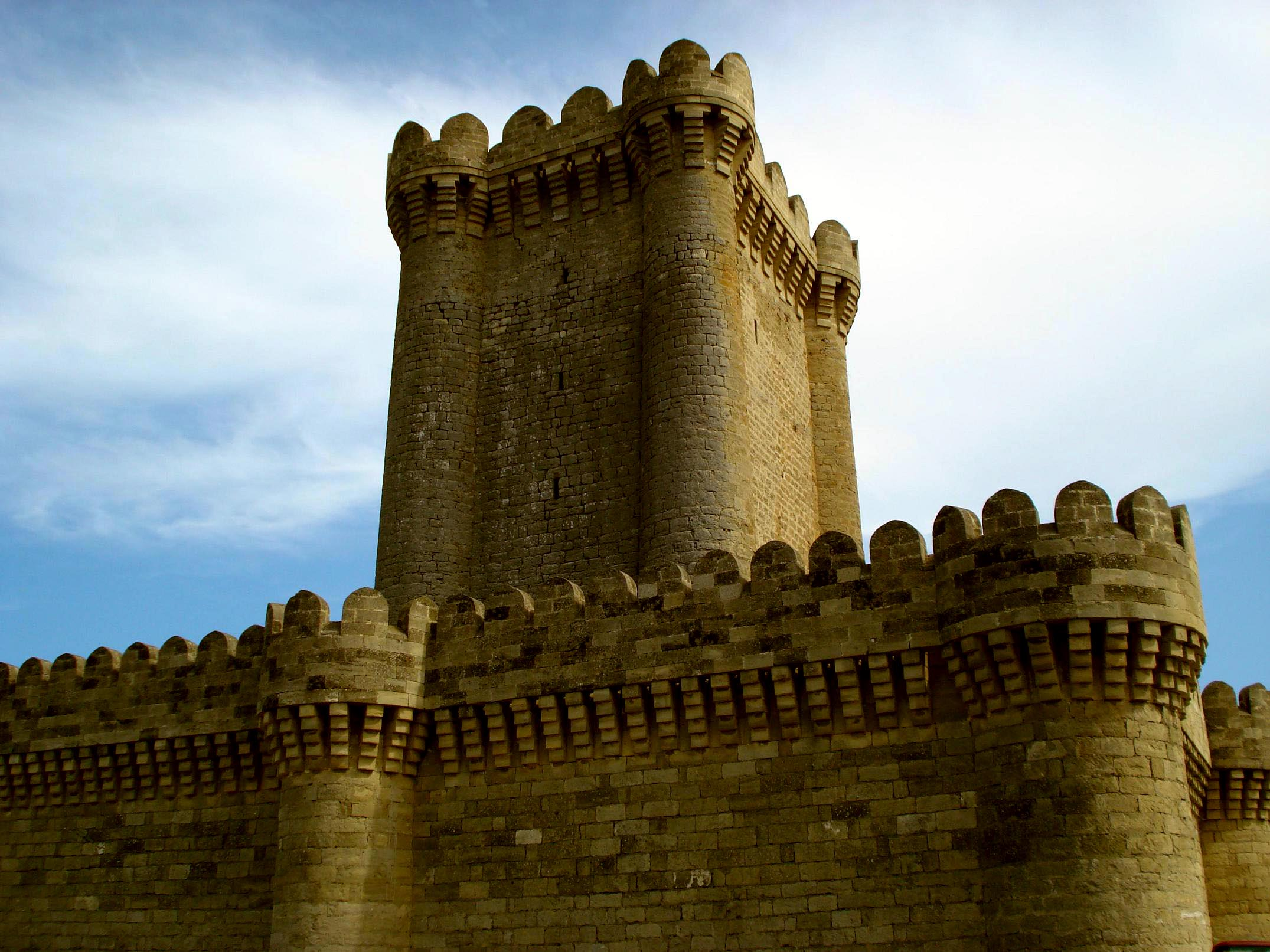
Крепость, построенная в XIV веке в Мардакане

Имя Ахситана и дату 1187/8 г. носит также надпись, по мнению А. Алескер-заде, относящаяся к четырёхугольной башне в селении Мардакан на Апшероне. При Гершаспе I в 1204 году в Мардакане была построена круглая башня. Строительство крепостных сооружений в Ширване было вызвано внешнеполитическими событиями, нашествием иноземных захватчиков. На строительных надписях указанных памятников упоминались имена ширваншахов с перечислением их пышных титулов, которые не всегда совпадали с реальным положением вещей. Крепостные сооружения, башни свидетельствовали о богатстве ширваншахов и крупных феодалов, их вассалов, возводивших эти постройки на средства, получаемые от эксплуатации нефтяных источников и соляных копей. Ширваншахи жили в этот период в Баку. Ахситан I после завоевания Кызыл-Арсланом столицы ширваншахов Шемахи перенес на некоторое время свою резиденцию в Баку. После разрушения землетрясением Шемахи (1192) Ахситан I сделал Баку третьей столицей Ширвана. При Фарибурзе III в 1234/5 г. было завершено строительство крепостного сооружения в Бакинской бухте.

### Монгольское завоевание

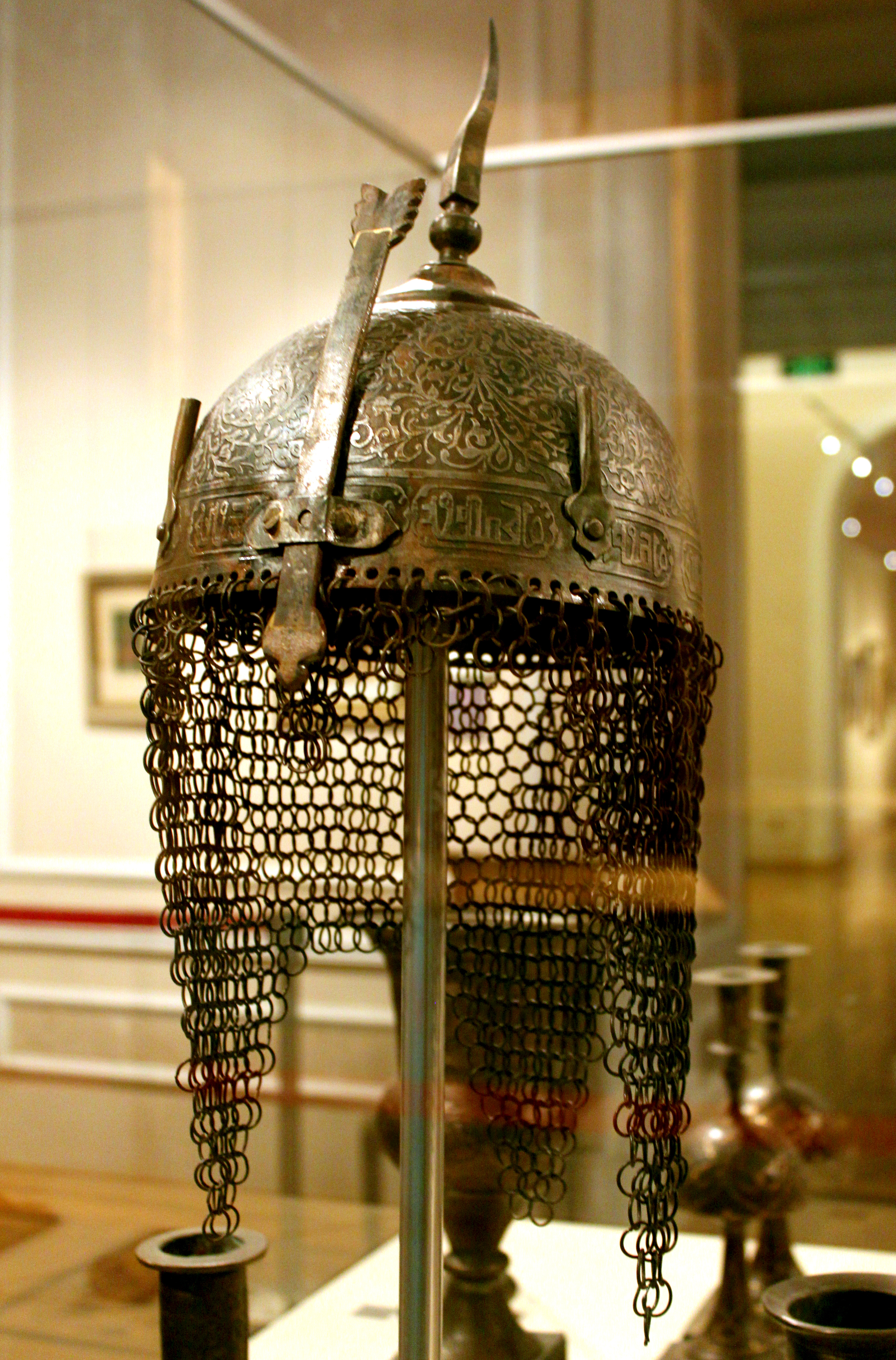
Шлем эпохи Ширваншахов. Музей искусств Азербайджана

В первой четверти XIII века Ширван подвергся монгольскому нашествию. В 1222 году после длительной осады была захвачена и разрушена Шемаха. Все её жители были истреблены захватчиками. Монгольское войско завоевало и опустошило всё государство. В последующие годы в Ширван вторгались кипчаки, грузины, войско хорезмшаха Джелал ад-Дина. В 1231 году на Закавказье вновь напали монголы, разрушившие Гянджу, Барду, Байлакан и Шабардан. Феодалы, знатные люди и население городов и селений, уцелевшее от погрома монголов, укрылись в горах. Города и местности Ширвана и Аррана были захвачены монголами, которые во время правления ширваншаха Фарибурза III положили конец независимости государства Ширваншахов. Географ Бакуви писал в 1403 году о том, что монголы не могли взять укреплённую крепость у берега моря — Баку. Только после завоевания всей страны город вынужден был покориться. Баку, лежавший в стороне от большой дороги, по которой шли завоеватели, по-видимому, сохранился лучше, чем другие города, хотя арабские историки говорят о разрушении верхней части одного укрепления при взятии города монголами.
После распада единой Монгольской империи Ширван оказался в составе иранского государства Хулагуидов с центром в Тебризе. Разорение страны усугубляли постоянные войны между Хулагуидами и Джучидами (Золотой Ордой), чьи войска неоднократно вторгались в Закавказье через Дербентский проход, опустошая земли Ширвана. Бо́льшую часть XIV века с ослаблением и последующим распадом империи Хулагуидов государство ширваншахов боролось за выживание и самостоятельность, участвуя в войнах новых кочевнических государств.

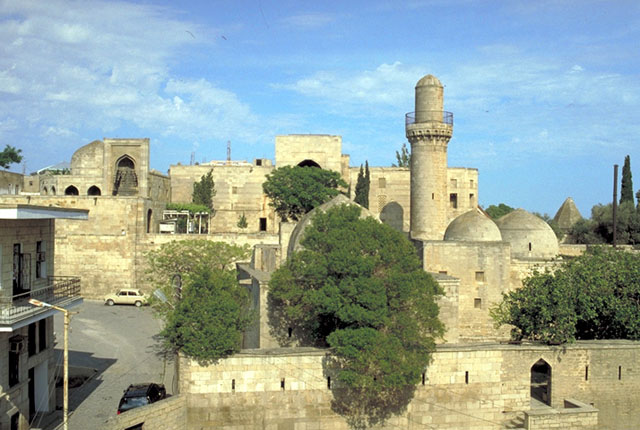
Дворец Ширваншахов в Баку (XV век)

В 1386 году ширваншах Ибрагим I Дербенди стал союзником Тамерлана, вторгшегося со своим войском в Закавказье.
В 1395 году Тамерлан передал ему Дербент, поручив ширваншаху охрану Дербентского прохода.
Смерть Тамерлана привела к распаду его империи и войне между преемниками, в ходе которой Ибрагим I Дербенди захватил Гянджу и большую часть Карабаха. В 1412 году, однако, он был разбит в сражении армией Кара-Юсуфа, правителя туркоманского государства Кара-Коюнлу, возникшего на месте западных владений Тимура и включившего в себя Иранский Азербайджан, Армению, Курдистан и Ирак. Ширван вновь был подвергнут опустошению, а Ибрагим I стал вассалом правителя Кара-Коюнлу. В 1468 году на месте Кара-Коюнлу возникло туркоманское государство Ак-Коюнлу, с которым у государства ширваншахов были союзнические отношения.

### Завоевание Сефевидами

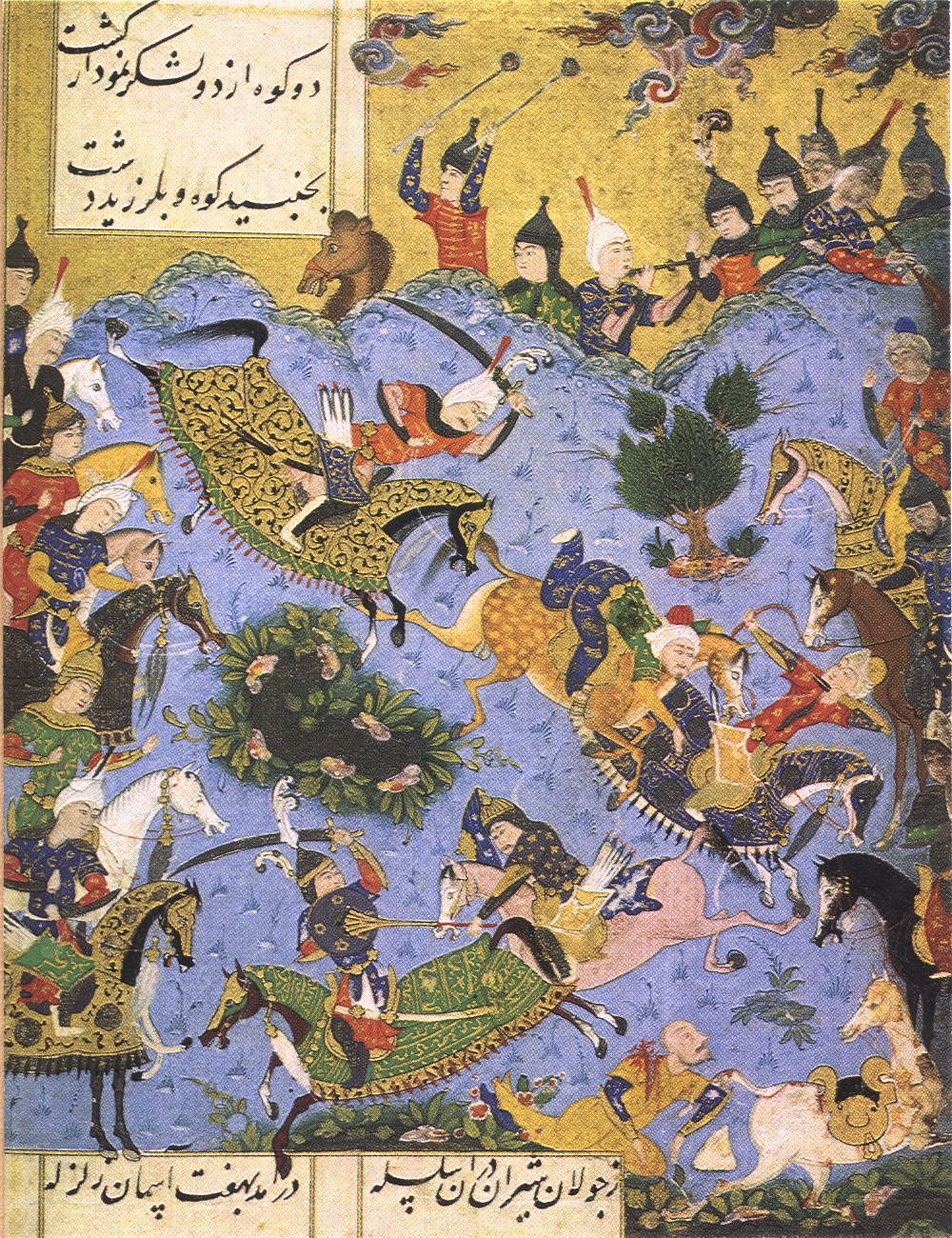
Битва между Шахом Исмаилом и ширваншахом Фаррух Ясаром.

В конце XV века у ширваншахов появился новый грозный противник — суфийский орден Сефевийе. Уже осенью 1500 г. шейх Исмаил предпринял поход против ширваншаха Фаррух-Йасара, взял Шемаху и наголову разбил войско ширваншаха, захватив его самого в плен, а затем — казнив его. На следующий год Исмаил после многомесячной осады захватил Баку, разграбив все сокровища ширваншахов. В кампании Исмаила I против Ширваншаха в 1500—1501 годах, что у первого было 7000 сторонников, «мюридов и суфиев», из числа устаджлы, шамлы, румлу, текели, зульгадар, афшар, каджар, варсаг и суфиев Караджадага. В 1509 г. Исмаил (к тому времени уже ставший шахом Ирана) вновь направил свою армию в Ширван, занял Шемаху и Баку, а затем после упорной осады принял капитуляцию Дербента. После этого похода отношения между Исмаилом I и ширваншахами наладились, однако в 1538 году преемник Исмаила шах Тахмасп I напал на Ширван. В 1539 г. казнью последнего ширваншаха Шах-Руха завершилась династия Язидидов, а Ширван был включён в состав государства Сефевидов.

## Династии
- Мазьядиды — первая династия (799 — 1-я половина XI века). Происходила из арабского племени Шайбан, родоначальник — Язид ибн Мазьяд аш-Шайбани.
- Кесраниды — вторая династия (1027—1382). Происходила от ширваншаха Язида ибн Ахмада.
- Дербенди — третья династия (1382—1538). Происходит от ширваншаха Кей Кубада ибн Ахситана.